# Vranckx (reportagemagazine)
Vranckx is een reportagemagazine op de Vlaamse televisiezender Canvas. Het programma wordt gepresenteerd door Rudi Vranckx en brengt de verslagen van journalisten uit de hele wereld. De meeste afleveringen zijn (enigszins bewerkte versies van) Unreported World-reportages, die in Engeland uitgezonden zijn door Channel 4.